# Einbaum vom Loch Arthur
Der Einbaum vom Loch Arthur (auch Loch Arthur 1, Loch Lotus oder Lotus Loch genannt) wurde 1874 bei niedrigem Wasserstand am Südufer des Sees, bei Kissock, südwestlich von Dumfries in Dumfries and Galloway in Schottland gefunden. Der aus Eichenholz gebaute Einbaum ist etwa 13,7 Meter lang und bis zu 1,5 Meter breit. Auf der gegenüberliegenden Seite des 300 bis 400 Meter breiten Lochs liegt ein Crannóg. 

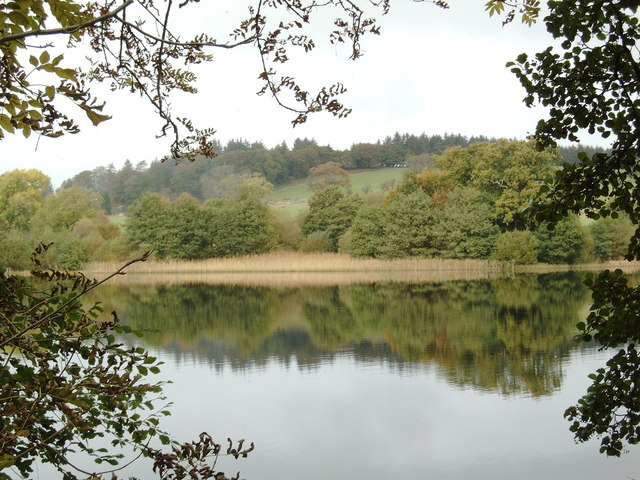
Loch Arthur

Der Einbaum wurde beim Bergen beschädigt. Die Bughälfte, einschließlich eines zierenden Tierkopfes, wurde dem Museum of Scotland überstellt. Der überlebende Teil des zersägten Bootes ist 6,34 m lang. Der Heckteil und ein Paddel kamen zum Dumfries Museum und gingen dort verloren. Das Paddel hatte einen Durchmesser von etwa 50 mm und das Ende war verziert. Der Einbaum wurde auf 100 v. Chr. bis 80 n. Chr. datiert. 
Der aus einem Riegel gebildete Heckabschluss wurde in eine etwa 38 mm breite Rille gesetzt. Am Ende der Steuerbordseite waren sieben Löcher mit einem Durchmesser von etwa 76 mm in Abständen von etwa 1,5 m vorhanden. Der Bootsboden war mit drei unregelmäßigen Löchern durchbohrt.
Die Steuerbordseite überlebt bis zu einer Höhe von 0,43 m. Die Überreste haben unter der Spaltung nicht besonders gelitten, zeigen aber starke Verwerfungen. Der Bug des Bootes hat eine ungewöhnliche Form, die in einer Verlängerung endete, die dem gestreckten Hals und Kopf eines Tieres ähnelte. Das Loch, das das „Auge“ bildete, hatte einen Durchmesser von etwa 127 mm und ist wahrscheinlich für die Aufnahme einer Leine oder eines Taus vorgesehen. Dieses Merkmal ist auch bei den Einbäumen „Errol 2“ und „Loch of Kinnordy“ beobachtet worden. Der spitze Bug ist wegen seiner inneren Abstufung bemerkenswert, die wahrscheinlich als Verstärkung belassen wurden. Diese weist keine schottischen Parallelen auf, ist jedoch bei drei Booten von Holme Pierrepont, in Nottingham, England anzutreffen, von denen eines auf 230 bis 110 v. Chr. datiert wurde.
Im See waren zuvor auch drei Grapen aus Bronze gefunden worden.